# 江北町
江北町（こうほくまち）は、佐賀県の中央部に位置する町。杵島郡に属しており、県内地域区分では杵藤地域に属する。鉄道や国道が分岐する交通の分岐点で知られる。
現存する佐賀県の市町村において江北町以外の「町」は「ちょう」と読むが、江北町のみ唯一「まち」と読む。

## 地理

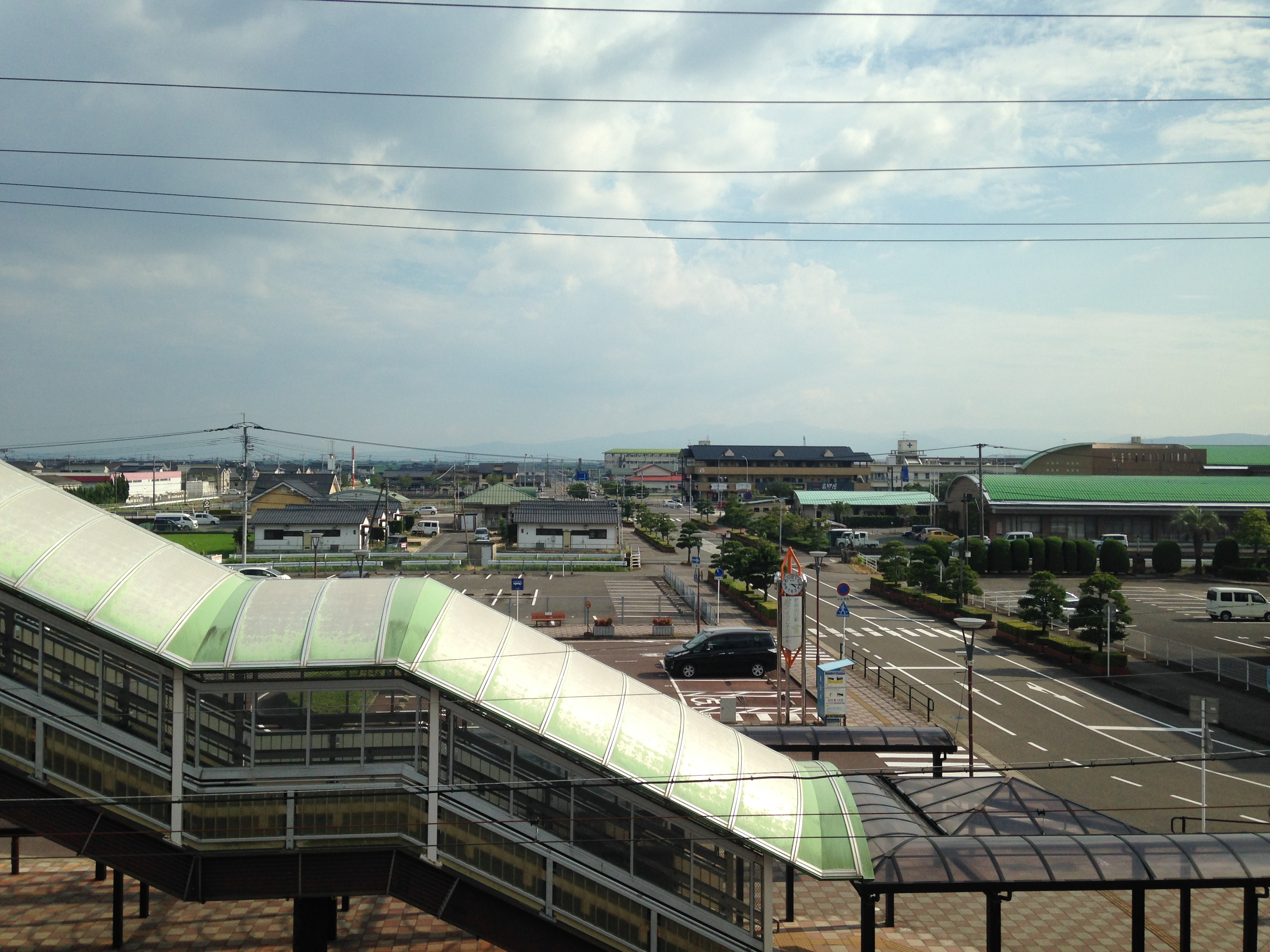
江北駅南側の街並み

### 地形
- 山:大平山(269.8m)・御岳山(243.4m)・辨天山(195m)
- 河川: 六角川・牛津川
- 湖沼:新堤

### 気候
平均気温15.8度、平均降水量1,853mmで、平均の初霜は11月上旬、終霜は4月上旬で温暖な気候となっている。

### 隣接している自治体
- 多久市
- 小城市
- 杵島郡大町町、白石町

### 地域
町内は6大字が設置されている。
| 大字   | 面積/km2 | 世帯 | 人口 | 旧町村   | 位置       | 行政区                                                                      |
| ------ | -------- | ---- | ---- | -------- | ---------- | --------------------------------------------------------------------------- |
| 上小田 | 03.74    | 0730 | 2057 | 小田村   | 北西       | 石原・原宿・上区・観音下・新町・岳・仲町・ 浪花町・日の出町・平山町・鹿ノ口 |
| 下小田 | 02.28    | 0202 | 722  | 小田村   | 西から南西 | 大西・南郷・東区                                                            |
| 山口   | 07.81    | 0770 | 2260 | 山口村   | 中央から北 | 白木・新宿・土元・西分・花祭・東分・門前                                    |
| 八町   | 02.60    | 0180 | 0667 | 山口村   | 南西       | 北区・中区・南区                                                            |
| 惣領分 | 04.89    | 0407 | 1492 | 佐留志村 | 東         | 江口・上惣・下惣・正徳・祖子分・馬場                                        |
| 佐留志 | 03.49    | 0787 | 2317 | 佐留志村 | 中東から南 | 上分・下分・宿・野口・高砂                                                  |
| 計     | 24.48    | 3076 | 9515 |          |            |                                                                             |

1. 1 2  2010年10月1日

### 人口
| |                                        |  |
| 江北町と全国の年齢別人口分布（2005年） | 江北町の年齢・男女別人口分布（2005年） |  |
| ■紫色 ― 江北町 ■緑色 ― 日本全国 | ■青色 ― 男性 ■赤色 ― 女性              |  |
| 江北町（に相当する地域）の人口の推移 \| 1970年（昭和45年） \| 10,546人 \| \| \| 1975年（昭和50年） \| 9,712人 \| \| \| 1980年（昭和55年） \| 9,732人 \| \| \| 1985年（昭和60年） \| 9,728人 \| \| \| 1990年（平成2年） \| 9,483人 \| \| \| 1995年（平成7年） \| 9,539人 \| \| \| 2000年（平成12年） \| 9,584人 \| \| \| 2005年（平成17年） \| 9,628人 \| \| \| 2010年（平成22年） \| 9,515人 \| \| \| 2015年（平成27年） \| 9,583人 \| \| \| 2020年（令和2年） \| 9,566人 \| \| |                                        |  |
| 総務省統計局 国勢調査より |                                        |  |
| 1970年（昭和45年） | 10,546人                               |  |
| 1975年（昭和50年） | 9,712人                                |  |
| 1980年（昭和55年） | 9,732人                                |  |
| 1985年（昭和60年） | 9,728人                                |  |
| 1990年（平成2年） | 9,483人                                |  |
| 1995年（平成7年） | 9,539人                                |  |
| 2000年（平成12年） | 9,584人                                |  |
| 2005年（平成17年） | 9,628人                                |  |
| 2010年（平成22年） | 9,515人                                |  |
| 2015年（平成27年） | 9,583人                                |  |
| 2020年（令和2年） | 9,566人                                |  |

## 歴史

### 沿革
- 1932年（昭和7年）4月1日 - 小田村・山口村・佐留志村の合併により江北村となる。
- 1952年（昭和27年）4月1日 - 町制施行により江北町となる。
- 1956年（昭和31年）9月30日 - 小城郡砥川村の一部（江口・正徳）を編入。

## 行政

### 町長・議会
- 町長：山田恭輔 （2016年3月から 1期目）第1期任期　2016年3月1日 - 2020年2月29日
- 議会：定員10名[4]　任期 2019年5月1日 - 2023年4月30日 議長 西原好文

### 「平成の大合併」について
当初は杵島郡の合併協議会に参加していたが、新役場建設位置などを巡り破綻。当面は単独町制を維持する、としている。

### 九州新幹線長崎ルート（西九州ルート）問題
2008年（平成20年）2月24日の町長選挙において新幹線建設反対を公約を掲げ、分岐駅機能が肥前山口駅（現在の江北駅）から武雄温泉駅に移ることになり町民には利益がない、と「新幹線建設反対こそが江北町の振興策である」と主張した田中源一が新幹線容認を唱えた新人候補の元県職員を破り5期目の当選を果たした。しかし、2007年（平成19年）12月16日に発表された、計画を推進する佐賀県・長崎県・JR九州による「三者合意」によって、2008年（平成20年）3月に着工認可され、4月に着工された。その際、田中町長は「新幹線は佐賀県にとって何のメリットもなく、無駄な公共事業」と発言している。
田中は2011年（平成23年）9月15日の町議会において2012年2月の町長選挙に6選を目指して出馬することを表明。新幹線について「県民が必要としていないものを震災のさなかに建設するのは疑問。政府与党には10年間の事業凍結を求めていく」と話し、改めて新幹線建設反対の立場を鮮明に示した。同選挙では田中以外の立候補者はなく、無投票での6選が決まった。
町長引退後も田中は機会を見ては建設反対もしくは事業の抜本的見直しを求める発言を繰り返し行っている。

### マスコットキャラクター
ビッキー
1994年（平成6年）8月誕生。2012年11月25日、ピンキーと結婚。
ピンキー
1996年（平成8年）10月誕生。2012年11月25日、ビッキーと結婚。
チビッキー
2017年（平成29年）11月5日誕生。ビッキーとピンキーの子供。
他に、江北小学校に「こうちゃん」というイメージキャラクターがいる。

### 国政
- 衆議院 - 佐賀県第2区（比例区では九州ブロック）に属する。
- 参議院 - 佐賀県選挙区（全県区、定数2議席）に属する。

### 県政
杵島郡から選出される佐賀県議会議員の定数は2議席である。

### 警察
全域が白石警察署の管轄下であり、町内には以下の交番が設置されている。
- 江北交番

### 消防
- 杵藤地区広域市町村圏組合消防本部
  - 大町分署

## 産業
- 主な産業：農業、畜産

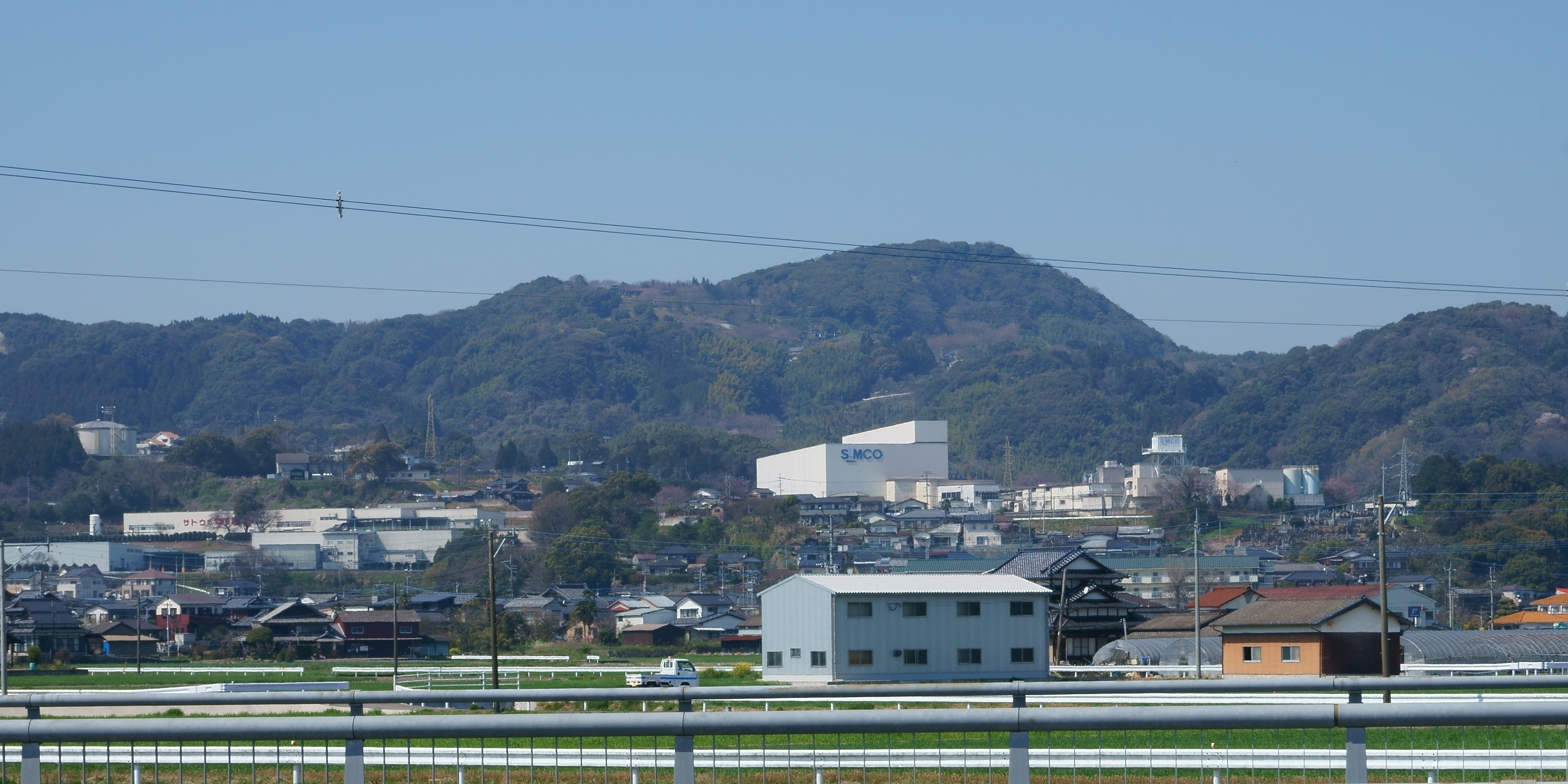
上小田の高台の工場群。旧杵島炭鉱第五坑の跡地。

  - 特産品：減農薬有機米・切餅・みかん・水田ブドウ・レンコン・いちご・たまねぎ・卵油・ローケツ染・杵島牛

### 江北町に本社を置く主な企業
- イワフチ
- 佐賀プラント工業

### 江北町に工場・事業所を置く主な企業
- SUMCO佐賀工場
- サトウ食品佐賀工場
- イイダ靴下佐賀工場

## 市外局番
- 市外局番は0952（佐賀MA86-）である。

## 郵便局
- 郵便局（ゆうちょ銀行）（2局）

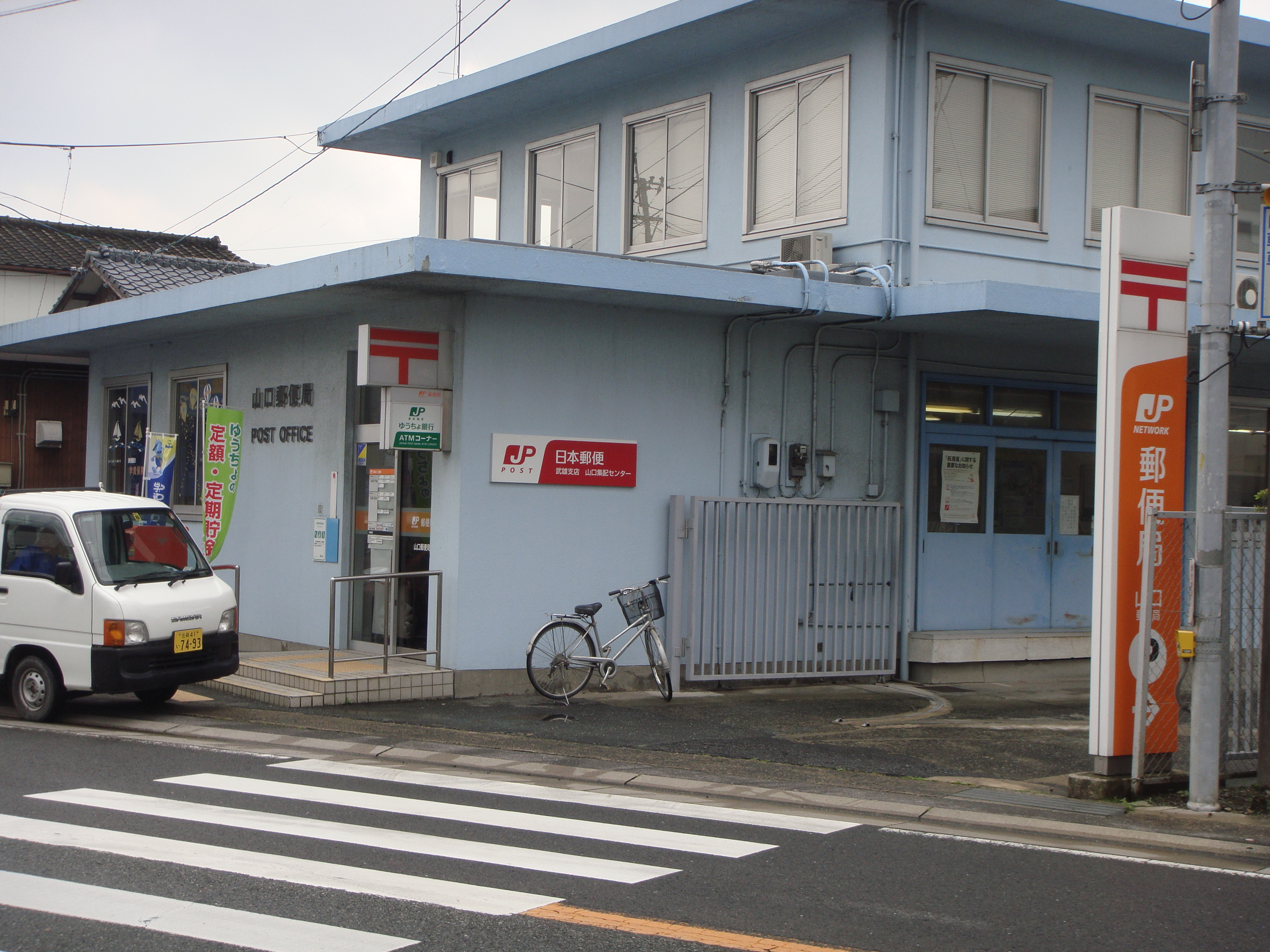
山口郵便局

  - 集配局 - 窓口業務に加え、集配業務を行う郵便局（1局）
    - 山口郵便局

  - 無集配局（1局）
    - 小田郵便局
- 郵便番号
  - 〒849-05xx

## 金融機関
- 佐賀銀行江北支店
- JAさが（JAバンク） - 杵島支所

## テレビ
ケーブルテレビ
- ケーブルワン

## 健康・福祉
統計はすべて2010年10月1日の国勢調査のもの。
- 平均年齢 ： 46.21歳
  - 年少人口（0歳 - 14歳）割合：13.78%
  - 生産年齢人口（15歳 - 64歳）割合：60.60%
  - 老年人口（65歳 - ）割合：25.33%

### 病院
- 古賀病院

## 教育

### 中学校
- 町立
- 江北町立江北中学校

### 小学校
- 町立
- 江北町立江北小学校

### 幼稚園
- 町立
  - 幼児教育センター（江北幼稚園）

### 保育所
- 町立
  - 幼児教育センター（江北保育園）
- 私立
  - 永林寺保育園

## 交通

### 空港
最寄り空港は佐賀空港（有明佐賀空港）。佐賀県内唯一の空港で、県や地元財界による空港利用促進策（運賃補助）の一環として、江北町内と同空港の間では乗合タクシーの利用が可能となっている（約50分、1,500円）。
また佐賀空港の就航路線以外の最寄り空港としては福岡空港があり、同空港と博多駅を結ぶ福岡市営地下鉄、あるいは同空港と佐賀駅を結ぶバスなどを介して江北町と連絡している。

### 鉄道
- 九州旅客鉄道（JR九州）
  - 長崎本線・佐世保線：江北駅

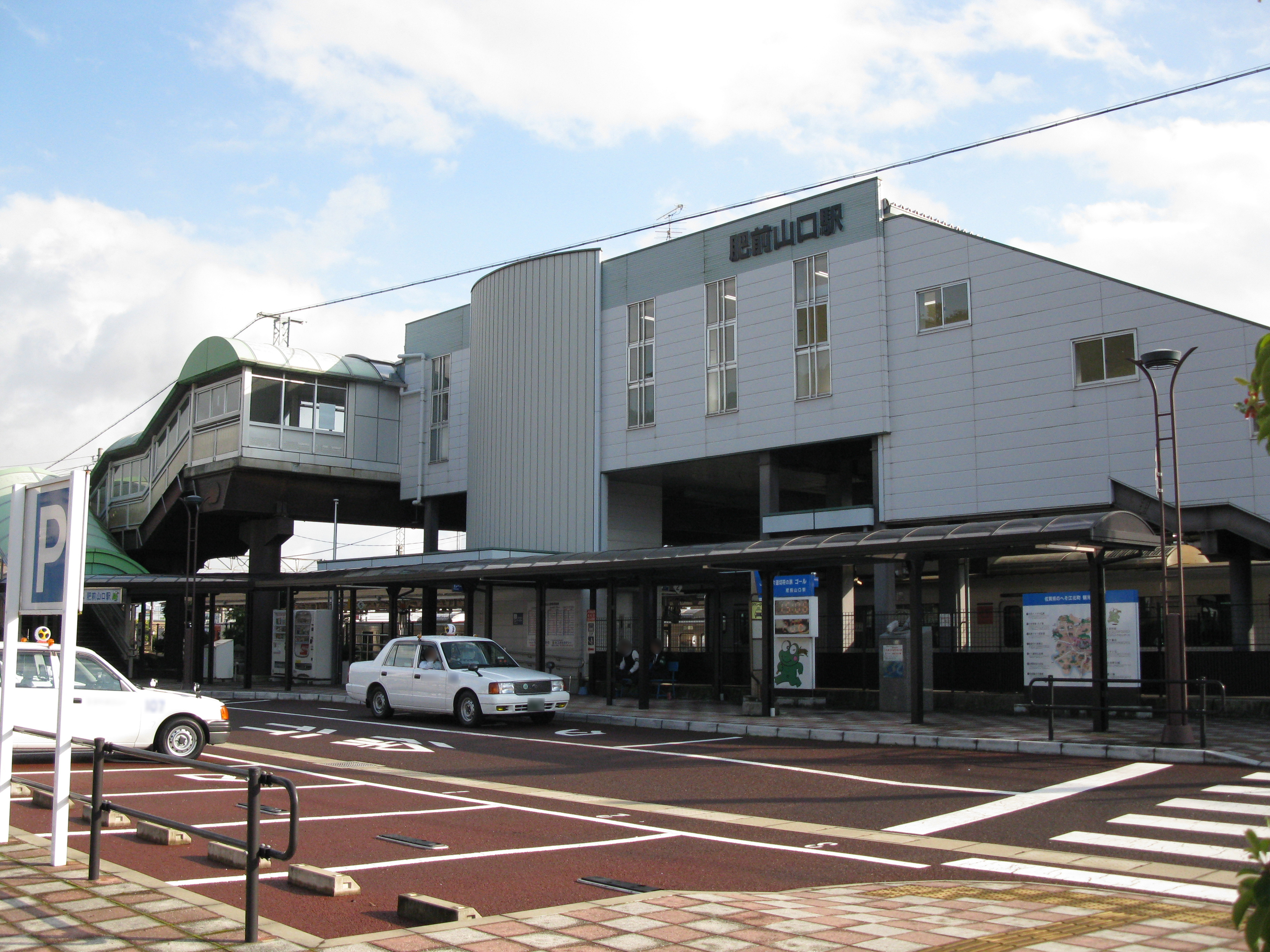
江北駅（画像は肥前山口駅時代のもの）

町中心部に位置し、長崎本線と佐世保線の分岐駅である江北駅が町唯一の鉄道駅となっている。長崎本線の下りは鹿島市・太良町・長崎県諫早市などに通じる。長崎本線の上りは小城市・佐賀市・神埼市・吉野ヶ里町・鳥栖市に通じるほか、博多駅（福岡県福岡市）の特急が概ね1時間2本程度運行される。佐世保線は大町町・武雄市・有田町・長崎県佐世保市に通じるほか、武雄温泉駅で西九州新幹線と接続し長崎県長崎市方面に通じている。
江北駅は1895年に当時の山口村村域内に山口駅として開業し、1913年に山口市の山口駅との重複を避けるため肥前山口駅に改称され、以後、山口村が市町村合併により江北町となったのちも長年にわたり「肥前山口駅」の駅名を維持し続けたが、2022年9月23日に西九州新幹線が開業した際、町制施行70周年を機に現在の町名と同じ江北駅に改称された。
かつての肥前山口駅では長崎発着の列車と佐世保発着の列車の分割併合が数多く行われていたが、現在の江北駅は列車の分割併合はほぼなくなり、乗客の乗り換え駅となっている。

### バス
- 祐徳バス - 佐賀市と鹿島市を結ぶ路線と、佐賀市と武雄市を結ぶ路線が江北町内を通る。
  - 佐賀市 - 小城市 - 江北町 - 白石町 - 鹿島市
    - 佐賀駅BC - 医療センター好生館 - 徳万 - 芦刈町分 - 牛津駅前 - 江北駅前 - 白石 - 竜王駅前 - 肥前鹿島駅前 - 祐徳神社前

  - 佐賀市 - 小城市 - 江北町 - 大町町 - 武雄市
    - 佐賀駅BC - （この間上記と同一経路） - 江北駅前 - 大町駅前 - 北方駅前 - 武雄温泉駅前 - 下西山

  - 江北町循環バス - 江北駅前を拠点に町内各地を通り循環運行するコミュニティバス。平日は1日8本運行（学休日は1日7本）。土日祝日運休。

### 道路
- 一般国道
  - 国道34号
  - 国道207号
- 佐賀県道
  - 佐賀県道35号多久江北線
  - 佐賀県道339号江北芦刈線

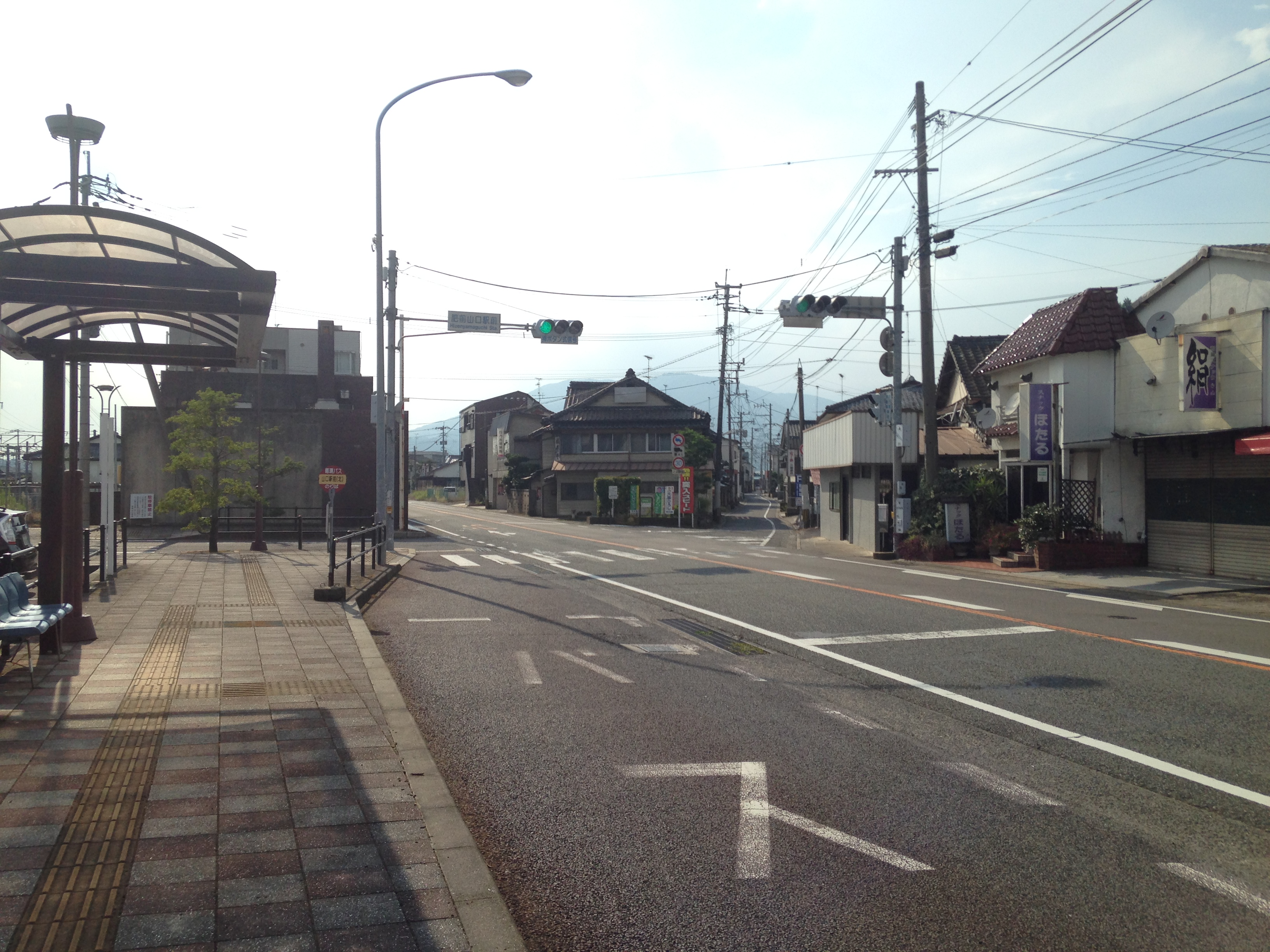
駅前のバス停と県道35号

町内に高速道路は通っていない。町より北側・西側の位置を長崎自動車道が通っており、町の最寄りインターチェンジは佐賀方面は多久IC、長崎・佐世保方面は武雄北方ICである。

## 文化施設
- 江北町公民館

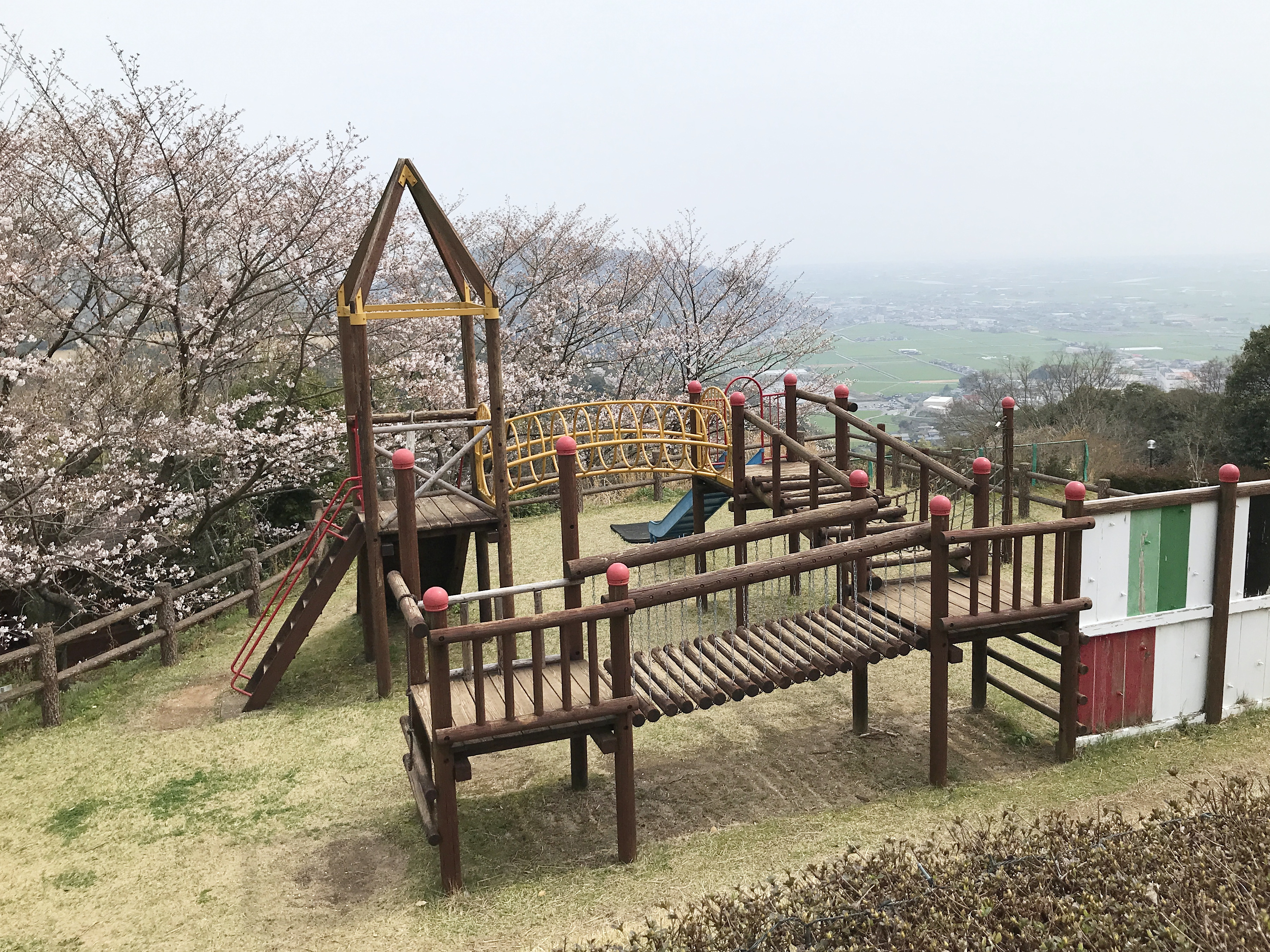
白木パノラマ孔園

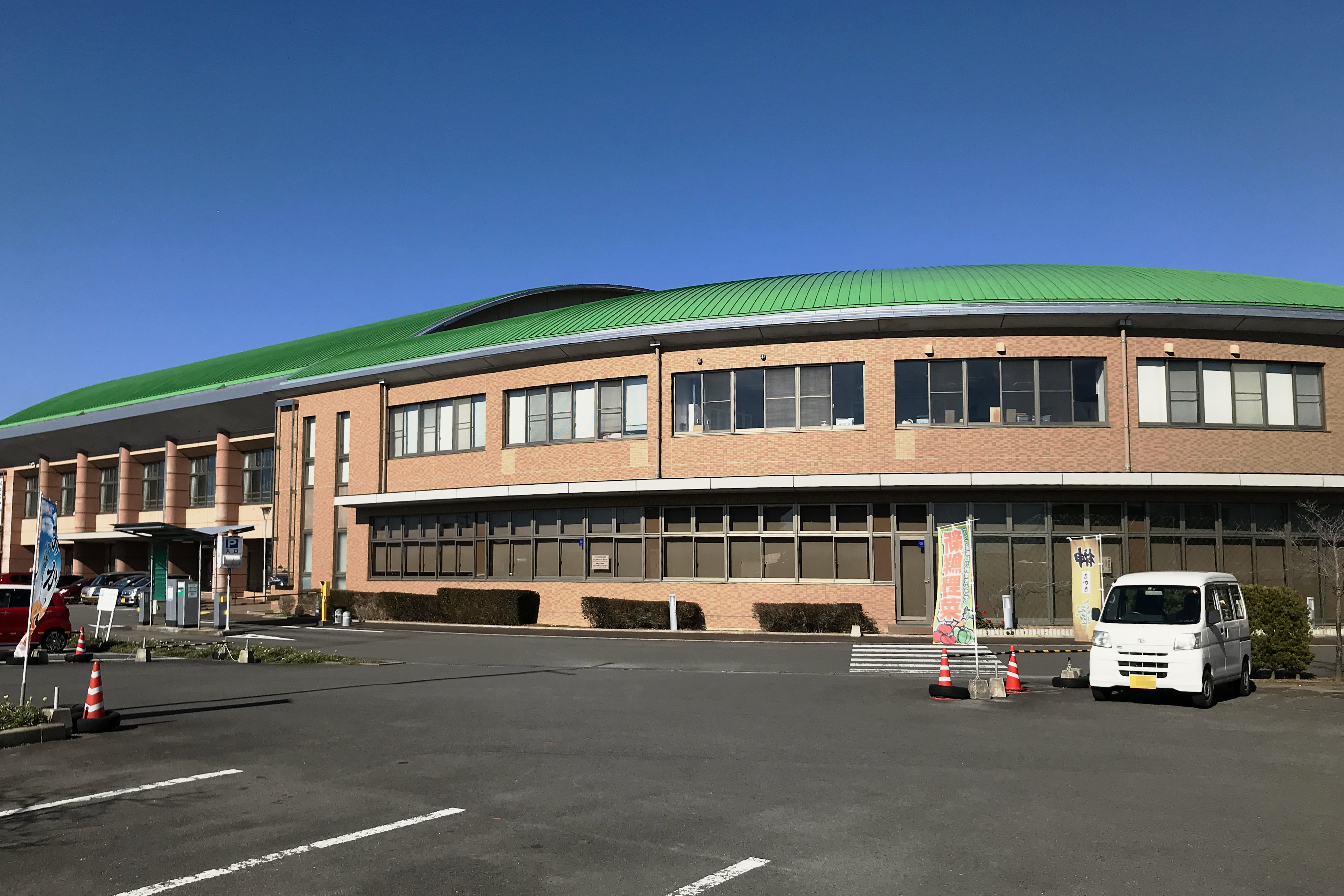
ネイブル

- 佐賀のへそ・ふれあい交流センター（ネイブル）
- 江北町保健センター
- 白木パノラマ孔園

## スポーツ施設
- 江北町営花山球場 - 佐賀魂（県内唯一の社会人野球クラブチーム）の本拠地。
- 江北町高砂運動場
- 江北町弓道場
- 江北町鳴江河畔公園
- 江北町さわやかスポーツセンター
- 江北町B&G海洋センター
  - 全天候スポーツ広場
  - プール
  - トレーニングセンター
- 江北町営テニスコート

## 特産品
- 減農薬有機米
- 切餅
- みかん
- 水田ブドウ
- レンコン
- イチゴ
- タマネギ
- 卵油
- ローケツ染
- 杵島牛

## 名所・旧跡・観光スポット・祭事・催事

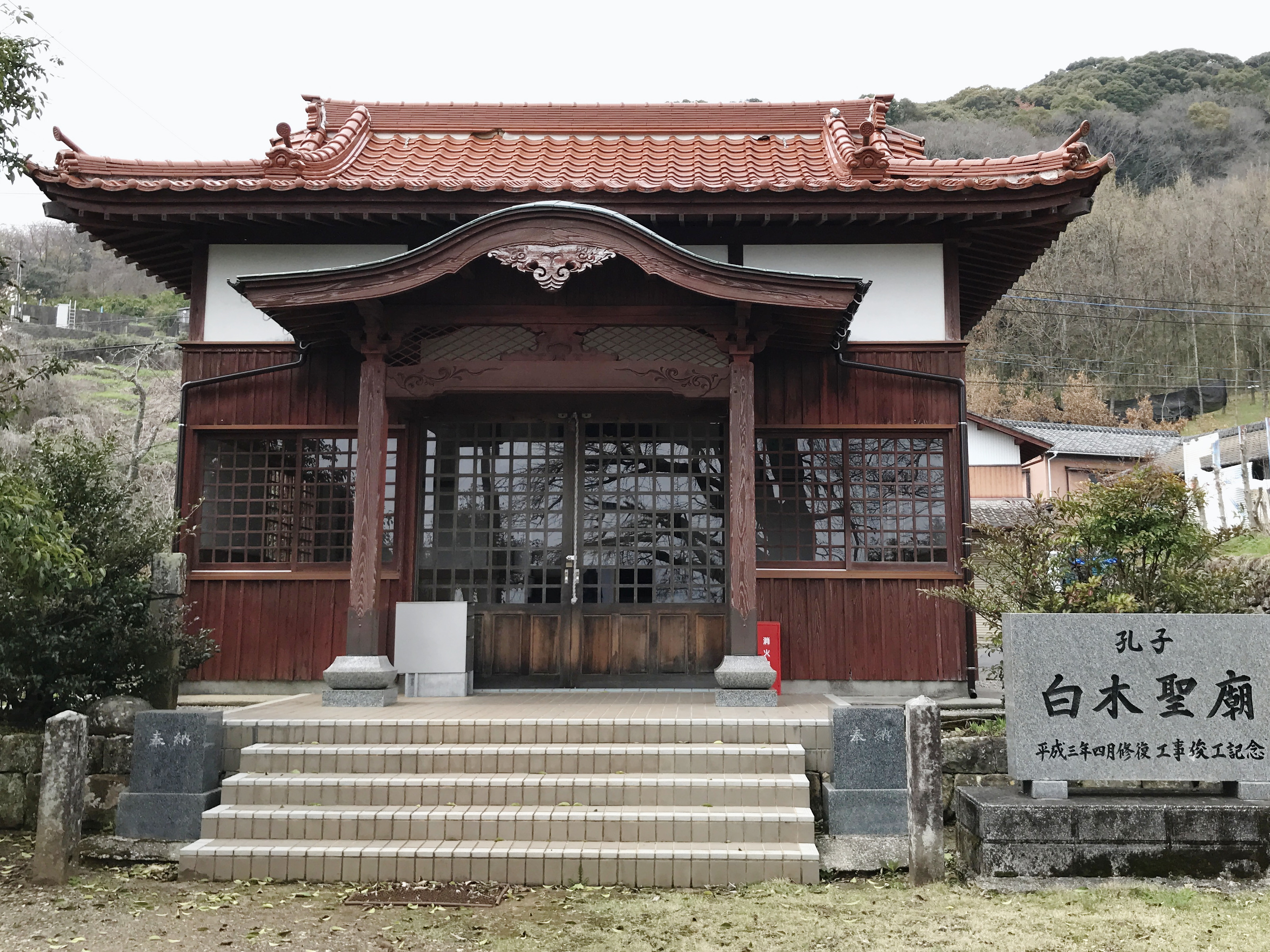
白木聖廟

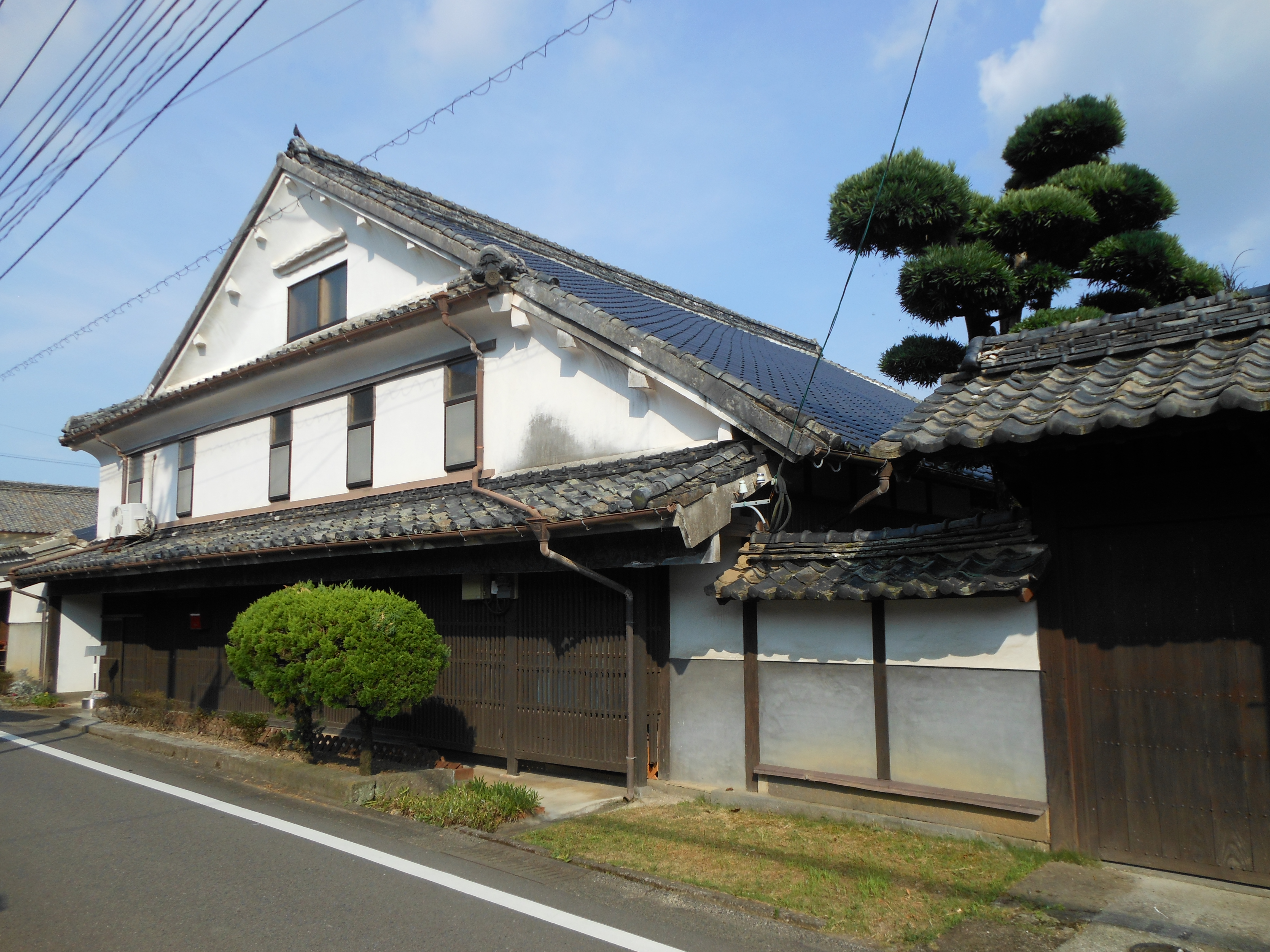
関川家住宅

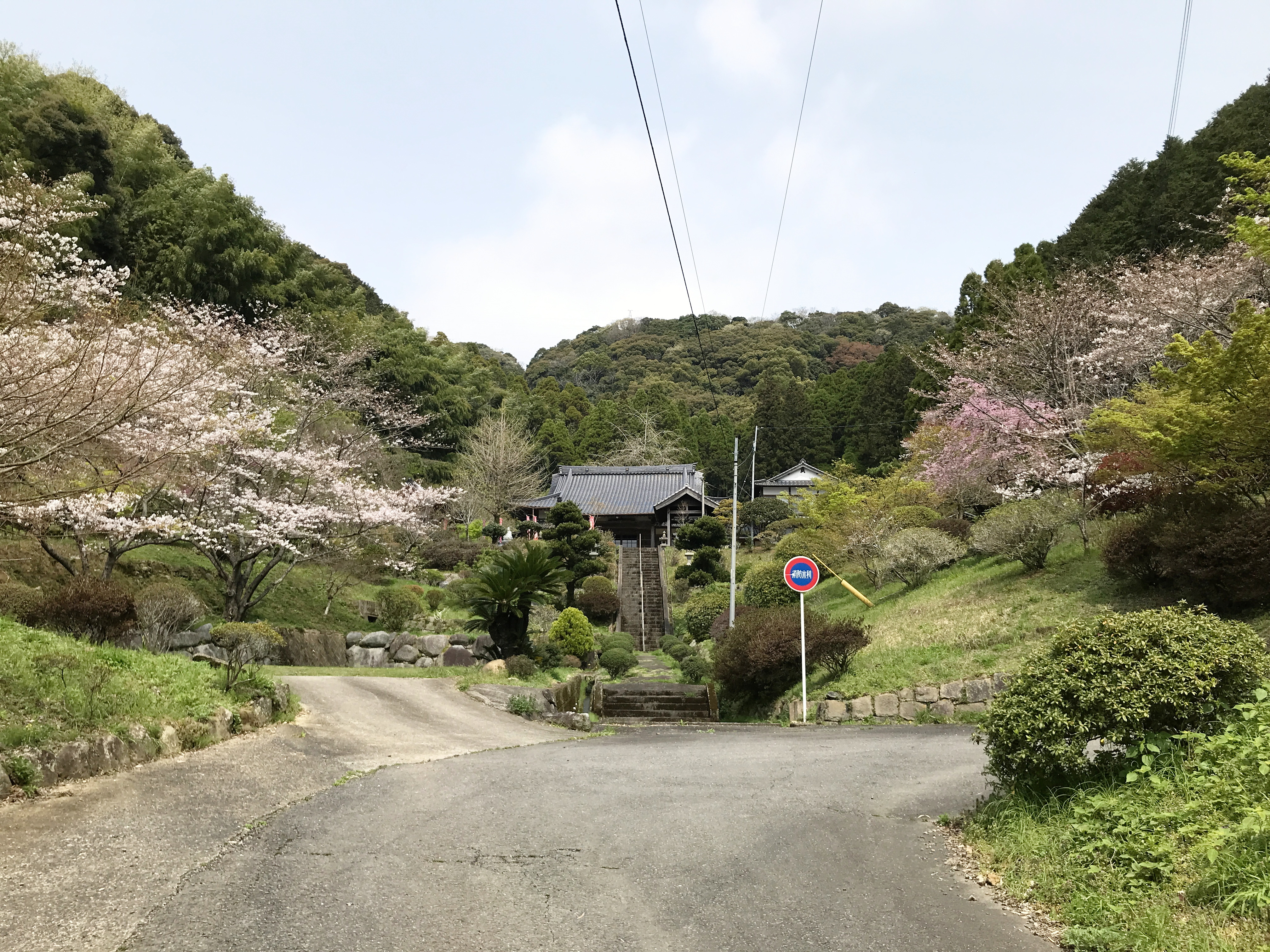
龍澤寺

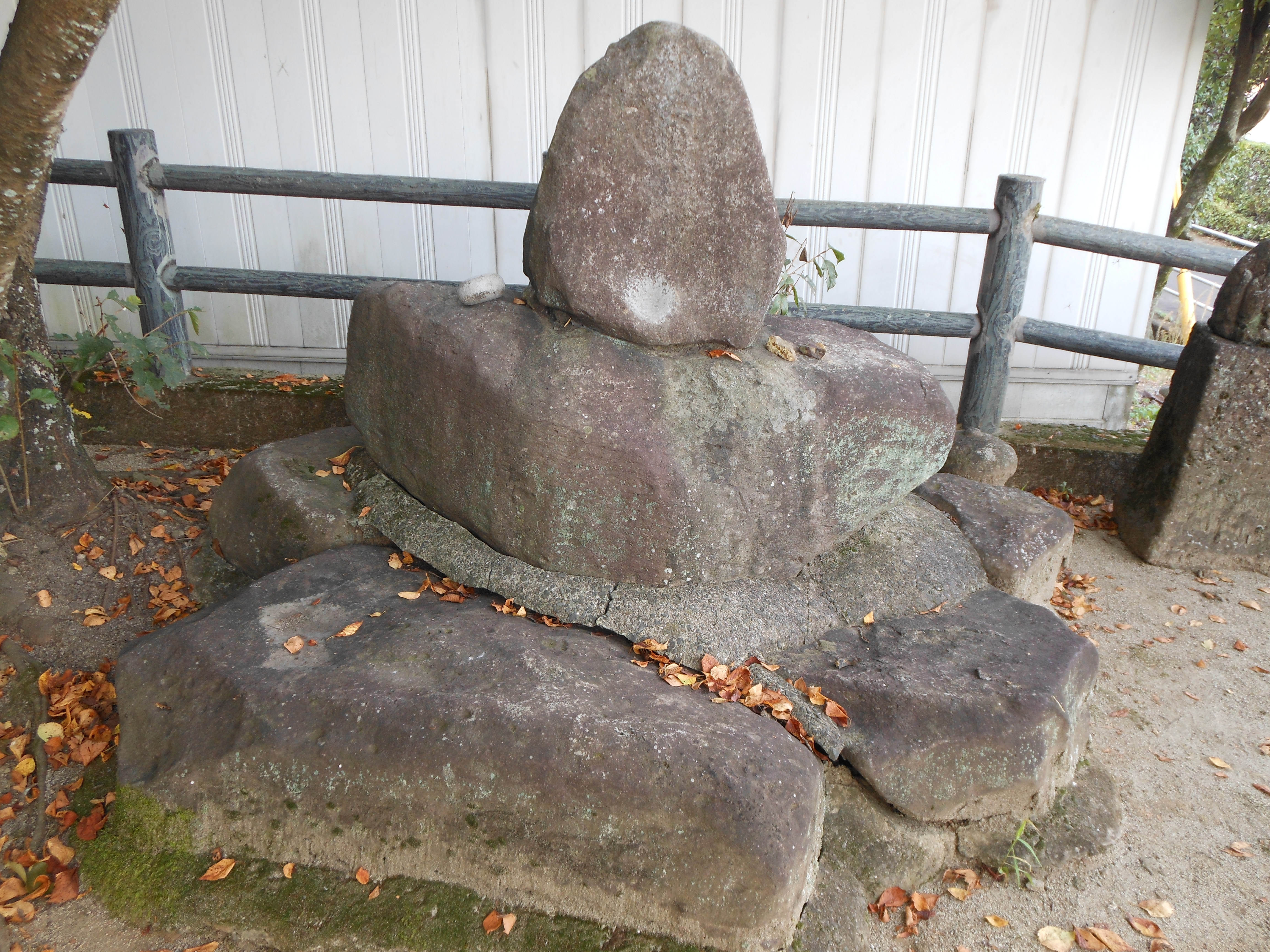
カンカン石

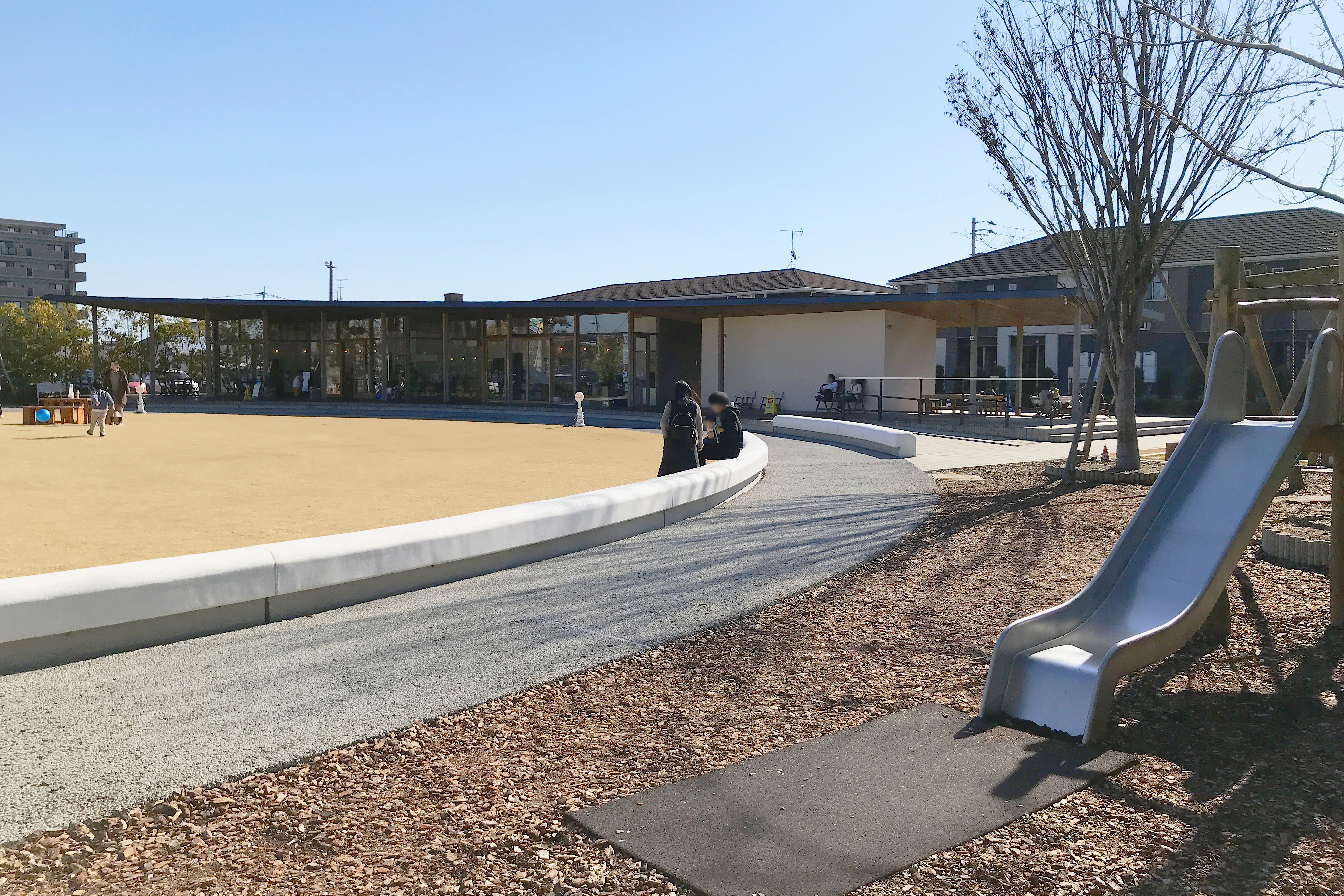
みんなの公園

### 名所・旧跡・観光スポット
- 白木聖廟神社 - 町北西部の丘陵地に建っており孔子廟がある。
  - 白木聖廟・孔子像
- 白木パノラマ孔園 - 白木聖廟神社の近隣にある自然公園。草スキー場、キャンプ場などがある。
- 馬頭観音堂楠樹 - 天平9年（737年）行基作と伝えられる観音像が幹に彫られていた。長崎から各地への道中、ケンペルやシーボルトがここに立ち寄ったことが彼らの日記や紀行文に記録されている。文政9年（1826年）に訪れたシーボルトは、画家フレネーチェにこの写実画を描かせている[注 1]。しかし、嘉永4年(1851年)にお堂が焼失、楠にも一部延焼し腐朽が早まり失われた。現在は2代目・3代目の楠で、江北町の天然記念物に指定。観音堂は平成10年（1998年）に再建された[7][8]。
- 身代り観音[9] - 東照寺
- 長崎街道小田宿
- 関川家住宅 - 上小田の長崎街道沿い。明治中期に銀行事務所兼住宅として建てられた。佐賀県遺産に選定されている[10]。
- 龍澤寺の座禅石
- カンカン石
- 十六羅漢石造物
- 鳴江河畔公園
- 滝沢寺の座禅石
- 陽だまりの丘公園
- 桜山公園
- みんなの公園
- 江北町ゆうきの里「だいちの家」

### 催事・祭事
- 白木孔子像祭（4月21日、9月21日）
- 天子社祇園（7月上旬）
- 古代かがり火祭り（11月）

## 出身有名人
- 源五郎丸洋 - 元プロ野球選手（阪神タイガース）
- 武富健治 - 漫画家